# Coefficiente di omogeneizzazione
Per coefficiente di omogeneizzazione s'intende il valore numerico che contraddistingue il rapporto tra moduli elastici dei materiali che compongono il calcestruzzo armato: conglomerato cementizio ed acciaio.
In presenza di sforzi assiali e/o flessionali si fanno le seguenti ipotesi:
- conservazione piana della sezione trasversale dell'elemento strutturale;
- perfetta aderenza tra conglomerato e acciaio;
- contrazione uniforme delle fibre di conglomerato e barre d'acciaio;
- comportamento elastico lineare dei materiali (Legge di Hooke).

Quindi si avrà la condizione di congruenza {\displaystyle \varepsilon _{c}=\varepsilon _{s}}, da cui si ottiene che:
da cui deriva che {\displaystyle n={\frac {E_{s}}{E_{c}}}} detto appunto coefficiente di omogeneizzazione.
Il valore di n è valutabile come segue:
{\displaystyle {\begin{matrix}E_{s}=210.000{\frac {N}{mm^{2}}}\\E_{c}=5.700{\sqrt {R_{ck}}}{\frac {N}{mm^{2}}}\end{matrix}}\Rightarrow 5\leq n={\frac {E_{s}}{E_{c}}}\leq 10}.
Questo sarebbe il valore da adottare nell'ipotesi di calcestruzzo armato a comportamento perfettamente elastico lineare.
In realtà il calcestruzzo non ha un comportamento elastico lineare (non linearità meccanica del calcestruzzo) ed è soggetto a fenomeni viscosi (fluage e ritiro).

Al fine di poter studiare il calcestruzzo armato come un materiale perfetto le norme tecniche per le costruzioni, per il metodo alle tensioni ammissibili, tengono conto dell'effetto concomitante di fluage e di ritiro nel modulo n fissandolo pari a 15.

Tale valore, come è stato evidenziato da numerose analisi tecnico - sperimentali, risulta il più adeguato ad esprimere il reale comportamento delle sezioni in cemento armato.